# Ricardo Marcos Bausá
Ricardo Marcos Bausá (1846 - 1915) fue un arquitecto español.

## Biografía
Recibió el título de arquitecto en Madrid en el año 1871. 

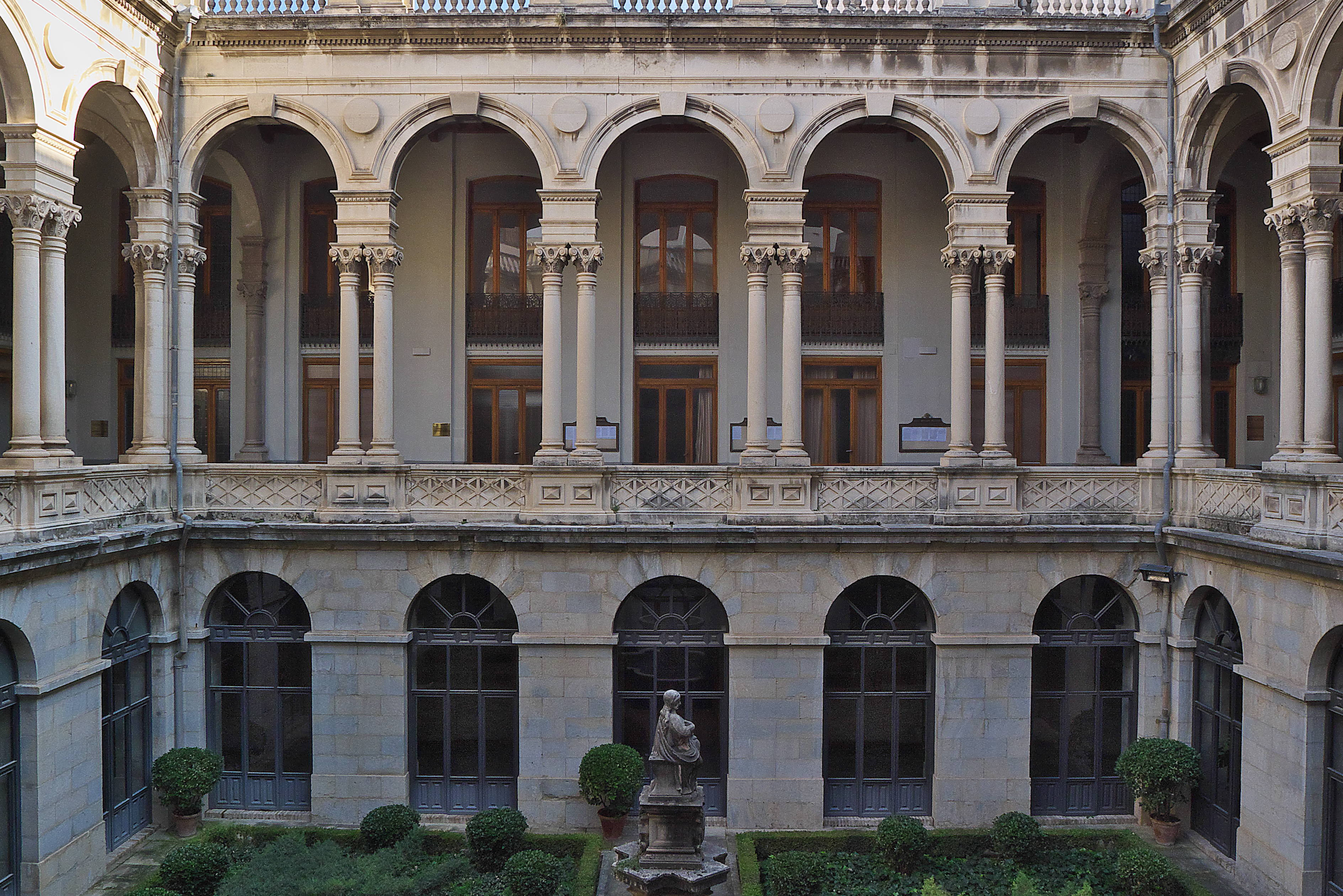
Palacio Provincial de Jaén. Patio

Fue arquitecto Municipal de Avilés y es autor además del cementerio municipal de esta ciudad, y de la ampliación y conclusión de la segunda sede del Instituto Jovellanos en Gijón. En el año 1898 se incorpora como arquitecto a la construcción de la Ciudad Lineal de Madrid (siendo substituto de Mariano Belmás Estrada) a cargo de las obras de la Compañía Madrileña de Urbanización, llegando en 1902 a ser Consejero de la Compañía Madrileña de Urbanización. Llegó a diseñar los edificios de la Estudios CEA (ubicado junto al puente de la CEA) en colaboración con el deliniante Emilio Vargas González (1869 - 1923) que era un estrecho colaborador de Arturo Soria. Es autor del texto Guía del Contratista de obras y servicios públicos, Madrid, 1876 y de un popular tratado de Albañilería 1879. Escribió también diversos artículos fundamentados en la construcción de "barrios para obreros". Mostrando la experiencia que tuvo durante los años que colaboró con la Constructora Benéfica, responsable de la construcción de Colonia la Constructora Benéfica.

## Obras
- Cementerio Municipal de La Carriona
- Teatro Escuela